# ویلمورین
ویلمورین (انگلیسی: Vilmorin) شرکت کشاورزی فرانسوی است، که در سال ۱۷۴۳ تأسیس شد.